# Coronel Martins
Coronel Martins es un municipio brasileño del estado de Santa Catarina. Tiene una población estimada al 2022 de 2 065 habitantes. Pertenece a la Región metropolitana del Extremo Oeste.

## Toponimia
El nombre es en honor a la familia Lustosa Martins, de Clevelândia, Paraná, propietarios de tierras en la región.

## Historia
Los primeros habitantes de la localidad, llamada entonces Tiburcio de Lima, fueron caboclas que vivían de la agricultura. La colonización comenzó en 1952 con inmigración italiana y alemana, cambiando en nombre de la localidad a Fazenda Pedra Branca. Fue nombrado distrito de Xaxim y luego en 1962 de São Domingos, cambiando su nombre a Coronel Martins.
Se emancipó como municipio el 30 de marzo de 1992, y su principal actividad económica es la agricultura.